# チチン

筋肉繊維の収縮のモデル

チチン (Titin) またはコネクチン (connectin)は、骨格筋の収縮に関わるタンパク質である。長さ1 µmを超える巨大なタンパク質である。

## 構造
一次構造は生物種によって異なるが、ヒトのチチンは34,350個のアミノ酸からなる、これまで知られている中で最も大きなタンパク質である。平均分子量は3813 kDaにもなり、pIは6.02である。
試験管の中でも安定で、生体内での半減期は哺乳類の網赤血球で約30時間と見積もられている。

## 名前
チチンはこれまで知られている中で最も大きなタンパク質で、アルファベット表記で18万9819文字と最も長いIUPAC名を持つ物質として知られる。なおチチンという名前も、ギリシア神話の巨人ティーターン (titan) からとられたものである。